# 桜色舞うころ
「桜色舞うころ」（さくらいろまうころ）は、中島美嘉の14枚目のシングル。2005年2月2日に発売された。

## 解説
- 2005年第1弾シングル。「接吻」以来のノンタイアップシングルである。
- CDは初回プレス盤のみスーパーピクチャーレーベル仕様。
- 初の桜ソング。「四季折々の情景」と「移ろいゆく恋人達の心象風景」を描写したバラード[1]。
- 2013年にこの曲のnatural editionバージョンが「かんぽ生命」のCM曲となった。このバージョンはシングル「僕が死のうと思ったのは」のカップリングとして収録された。
- 楽曲提供者の川江美奈子も、2008年のアルバム『letters』でこの曲をセルフカバーした。

## 収録曲
（作詞・作曲：川江美奈子／編曲：武部聡志）
1. 桜色舞うころ
2. 桜色舞うころ（acoustic）
3. 桜色舞うころ（instrumental）

## 収録アルバム
- MUSIC (#1)
- BEST (#1)
- TEARS (#1)
- 〜Healing Collection〜 RELAXIN' (#1, ニューアレンジバージョン)

## カバー
国内
- 2007年、中西保志（アルバム『Standards』）
- 2007年、SISTER KAYA（アルバム『桜～Complete Japanesque Reggae～』）
- 2008年、森山良子（アルバム『春夏秋冬』）
- 2006年、2008年、川江美奈子セルフカバー（アルバム『MUSE』、『この星の鼓動』、『letters』）
- 2009年、Jazzin' park Feat. Ryohei（アルバム『sakura flavor』）
- 2011年、清木場俊介（シングル『桜色舞うころ/メロディー』）
- 2015年、徳永英明（1月21日発売のカバーアルバム『VOCALIST 6』）
- 2015年、城南海（1月21日発売のカバーアルバム『サクラナガシ』に収録。編曲：ただすけ。）
- 2015年、Lee Jun（4月8日発売のカバーアルバムとミュージック・ビデオ『Beotkkoti Chumchul Muryeop』、Feat. Chohui）
- 2015年、秋月律子（若林直美）（11月11日発売のアルバム『THE IDOLM@STER MASTER ARTIST 3 13 秋月律子』）
- 2016年、中孝介（2月24日発売のトリビュートアルバム『MIKA NAKASHIMA TRIBUTE』に収録[2]）
- 2024年、橘しんご (3月29日の「SHINGO'S RADIO SHOW Night Fever」最終回内で生歌唱。)

国外
- 2007年、Position (韓国)（6thアルバム『愛歌（애가）』、タイトルは『一日（하루）』）